# 平松時厚
平松 時厚（ひらまつ ときあつ）は、幕末の公家、明治期の官僚・検察官。新潟県令・元老院議官・貴族院子爵議員・錦鶏間祗候などを歴任。従二位勲三等子爵。平松家第13代当主。

## 経歴
少納言・平松時言の長男として誕生。安政2年（1855年）に元服し昇殿を許され、甲斐権介に任じられた。元治元年7月19日（1864年8月20日）禁門の変に際して長州藩に加担し参朝停止などの処分を受け、慶応3年1月（1867年）に赦された。
戊辰戦争では慶応4年1月2日（1868年1月26日）征討将軍仁和寺宮嘉彰親王に随行を命ぜられ大坂に出陣し軍事書記役・軍監を務めた。同年2月20日（3月13日）参与に就任。以後、軍防事務局親兵掛、弁事、三河国裁判所総督、三河国兼遠江国鎮撫使を歴任。同年6月29日（8月17日）政府軍慰労のため東下。明治元年10月14日（1868年11月27日）権弁事に就任。以後、岩代国巡察使、民部官副知事心得を務めた。明治2年6月2日（1869年7月10日）戊辰の戦功により賞典禄50石を永世下賜された。同年7月8日（8月25日）宮内権大丞に就任。
明治3年6月19日（1870年7月17日）第二次新潟県知事に就任。明治4年11月20日（1871年12月31日）第三次新潟県が成立し初代県令に就任。新政府の政策を推進したが、大河津分水路掘削工事の負担に苦しむ農民等による悌輔騒動が発生し、明治5年5月24日（1872年6月29日）県令を免本官となった。
1876年12月淑子内親王祗候に就任。以後、宮内省御用掛、太政官内務部勤務、内務省御用掛、同省庶務局勤務、東京府麹町区長、宮内省編纂局勤務、同省宸翰御用掛、司法省御用掛、検事、東京控訴裁判所詰、大阪始審裁判所詰、大阪控訴院詰、長崎控訴院詰などを歴任。1884年7月8日、子爵を叙爵。
1890年6月12日、元老院議官に就任、同年10月20日の廃止まで在任し非職、同日、錦鶏間祗候を仰せ付けられる。同年7月16日、貴族院議員補欠に当選し貴族院子爵議員となり、死去するまで在任した。墓所は青山梅窓院。

## 親族
長男の平松時陽（1873-）は爵位を継ぎ、陸軍騎兵大尉。娘の達子（1874-1937）は川上善兵衛の後妻となる。同じく娘の尊覺（1877-）は近衞篤麿の養妹となり、その下の速子（1881-）は木下俊哲の妻となった。実弟に小松行正がおり、その長女・祐厚（青山善光寺住職）と次女・誠厚（感応寺住職）を養女にしている。15歳下の弟子と駆け落ちして世間を騒がせた尼僧の一条尊昭は孫（息子・時冬の子で一条実孝の養女）。

## 栄典
- 1906年（明治39年）4月1日 - 旭日小綬章[11]